# Cunardo
Cunardo är en ort och kommun i provinsen Varese i regionen Lombardiet i Italien. Kommunen hade 2 906 invånare (2018).